# Jan Chryzostom Pasek
Jan Chryzostom Pasek z Gosławic herbu Doliwa (ur. ok. 1636 w Węgrzynowicach, zm. 1 sierpnia 1701 w Niedzieliskach) – polski marszałek sejmiku rawskiego w 1661 roku, komornik ziemi krakowskiej, pamiętnikarz epoki baroku.

## Życiorys
Jan Chryzostom Pasek pochodził z mazowieckiej szlachty. Wykształcony w kolegium jezuickim w Rawie Mazowieckiej. Przez 10 lat prowadził barwne i burzliwe życie żołnierza (m.in. pod dowództwem hetmana Czarnieckiego w Danii). W 1658 roku służył z jednym pocztowym w chorągwi jazdy kozackiej Stanisława Widlicy Domaszewskiego. W czasie rokoszu Lubomirskiego 1665 r. stanął po stronie króla, ale przyznawał również wiele racji opozycji i krytykował bratobójcze walki. Do roku 1668 Pasek był dzierżawcą Klucza Olszowskiego należącego do Ordynacji Myszkowskich (Ordynacja Pińczowska). Jego pobyt w Olszówce uwieczniono kamienną płytą pamiątkową. W 1668 wziął w dzierżawę wsie Miławczyce i Bieglów, a po 2 latach, w 1670, objął w posiadanie wieś Smogorzów, którą wniosła w posagu jego żona Anna z Remiszowskich primo voto Łącka. W 1676 Pasek oddał w dzierżawę przynoszący dochody Smogorzów i za 10 tys. złotych kupił Skrzypiów i Zakrzów, koło Pińczowa. Podpisany w 1697 roku na Oznajmieniu wyboru króla Augusta II, a następnie pod pacta conventa Augusta II Mocnego, w obu przypadkach z tytułem komornika ziemskiego krakowskiego. Pasek był pieniaczem i awanturnikiem procesującym się osiemnastokrotnie, pięciokrotnie skazanym na banicję, a w 1700 r. na infamię.
Jego matka została pochowana w Stopnicy w klasztorze Sercanów. Natomiast w Budziszewicach, wsi położonej obok miejsca urodzin Jana Chryzostoma Paska, spoczywa jego ciało.

## Twórczość

### Pamiętniki
Pamiętniki, które spisywał najprawdopodobniej pod koniec życia (w latach 1690–1695), zostały wydane drukiem w 1836 przez hrabiego Edwarda Raczyńskiego. Dzielą się one na dwie części: lata 1655–1666 – żołnierska służba Rzeczypospolitej, lata 1667–1688 – żywot ziemiański (sprawy domowe i publiczne). W swej narracji wspomnieniowej autor umieścił m.in. wiersz liryczny (np. pożegnanie ukochanego konia Deresza), panegiryki opiewające wiktorie nad rzeką Basią czy pod Wiedniem, listy króla Jana Kazimierza i Stefana Czarnieckiego, uroczyste mowy, fragmenty popularnych piosenek, przyśpiewek, kąśliwych paszkwilów na Litwinów. Pasek przyjął w swej relacji konwencję narracji gawędziarskiej z elementami języka potocznego, obrazowego, wplótł humor, dowcipy, rubaszne słownictwo. Posługiwał się często tzw. makaronizmami (mieszaniną słów i wyrażeń polskich oraz łacińskich). Nie bez powodu nazywano Pamiętniki „epopeją Sarmacji polskiej”.
Pamiętniki stały się źródłem pisarskiej inspiracji w XIX wieku (np. Adama Mickiewicza, Juliusza Słowackiego, Henryka Sienkiewicza, Teodora Jeske-Choińskiego, Zygmunta Krasińskiego, Józefa Ignacego Kraszewskiego, Henryka Rzewuskiego) i w literaturze XX wieku, np. w poezji Jerzego Harasymowicza, Ernesta Brylla, w powieści Trans-Atlantyk (1953) Witolda Gombrowicza (parodia gawędy szlacheckiej). Liczne odwołania do pamiętników Paska są dowodem zakorzenienia twórców polskich w XVII-wiecznej kulturze narodowej i ich (Pamiętników) wartości literackiej i faktograficznej.

### Listy i materiały
- Listy do Jana Antoniego Chrapowickiego z lat 1660-1664, wiad. podał J. Bartoszewicz Nowe dowody autentyczności kroniki J. Ch. Paska, „Dziennik Warszawski” 1852, nr 256[5]; także przedr. T. Święcki Historyczne pamiątki znamienitych rodzin i osób dawnej Polski, t. 1, Warszawa 1858 dod.
- Akt roboracji umowy dzierżawnej, wystawiony przez J.M. Myszkowskiego, dat. w Sandomierzu 8 lutego 1679, ogł. T. Wierzbowski Materiały do dziejów piśmiennictwa polskiego, t. 2, Warszawa 1904[6].
- Pozew starościński w sprawie zatargu J. Paska z margrabią S. Myszkowskim, dat. 24 marca 1687, ogł. w przekł. polskim A. Kraushar Nowe epizody z ostatnich lat życia Imci J. Ch. z Gosławic Paska, Petersburg 1893, s. 49-57[7]; fragm. w oryginale podał J. Czubek „J.C. Pasek w oświetleniu archiwalnym (1667-1701)”, Rozprawy AU Wydział Filologiczny, t. 28 (1900) i odb. Kraków 1898.
- Dokumenty do sporu J. Paska z Wojciechem Wolskim z lat 1691–1695, ogł. A. Przezdziecki „Dokumenta oryginalne tyczące się J. Ch. z Gosławic Paska”, Książka zbiorowa ofiarowana K. W. Wójcickiemu, Warszawa 1862.
- 2 orzeczenia Trybunału lubelskiego (w tym: dekret banicyjny) w sprawie zatargu J. Paska z W. Wolskim, dat. 1700, ogł. A. Kraushar Nowe epizody z ostatnich lat życia Imci J. Ch. z Gosławic Paska, Petersburg 1893, s. 49-57.
- Streszczenie i omówienie innych dokumentów i aktów zob.: A. Kraushar Nowe epizody z ostatnich lat życia Imci J. Ch. z Gosławic Paska, Petersburg 1893, s. 49-57; J. Czubek „J.C. Pasek w oświetleniu archiwalnym (1667-1701)”, Rozprawy AU Wydział Filologiczny, t. 28 (1900) i odb. Kraków 1898.
- Fascimile podpisu J.C. Paska, ogł. Biblioteka Warszawska 1877, t. 4, s. 327[8].

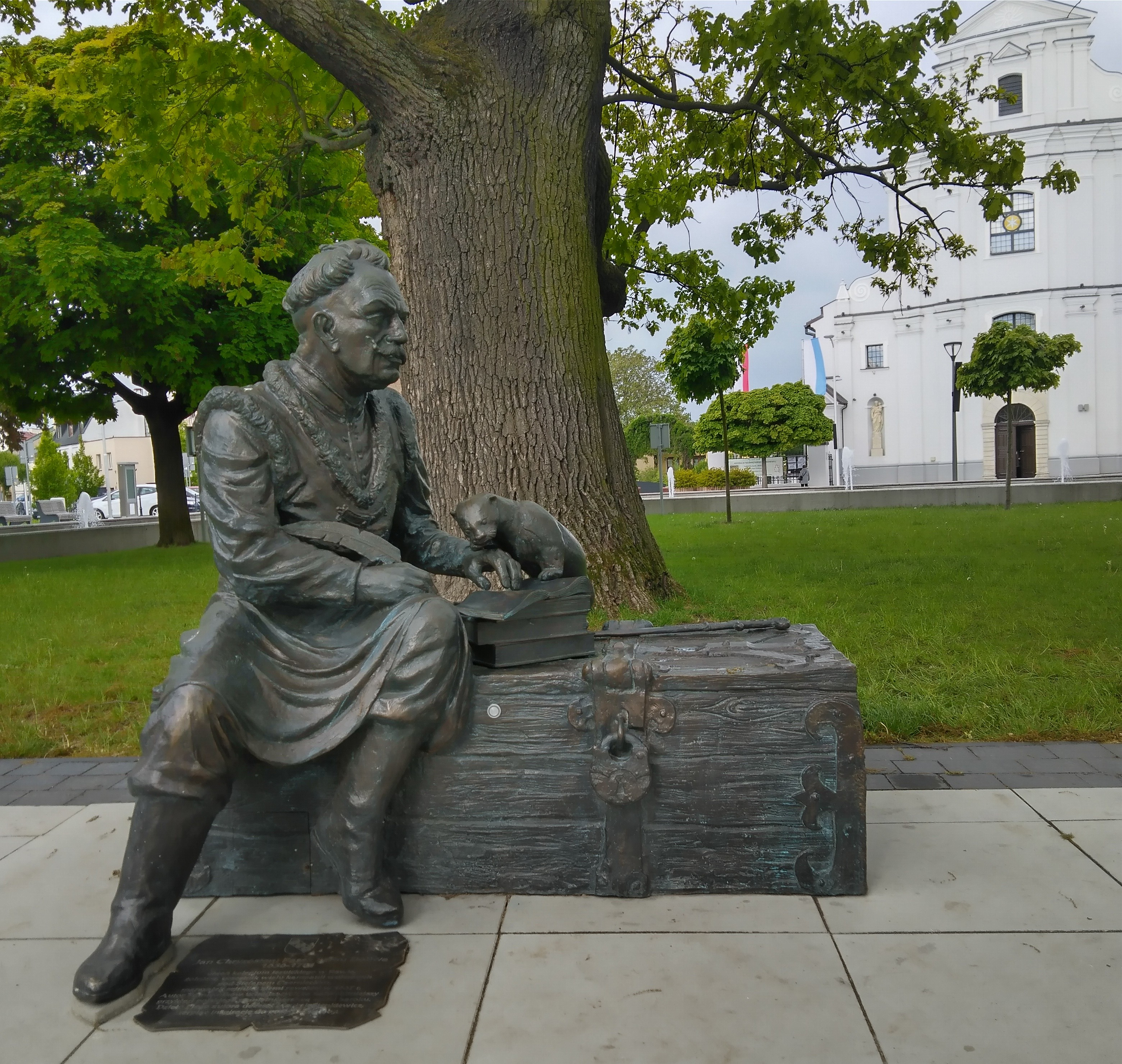
Pomnik Jana Chryzostoma Paska (tzw. Kufer Paska) w Rawie Mazowieckiej

## Upamiętnienie
- w lipcu 2022 upamiętniony został pomnikiem-ławeczką w Rawie Mazowieckiej przy placu marszałka Józefa Piłsudskiego[9].
- życiorysem Paska inspirowana była postać Onufrego Zagłoby z Trylogii Sienkiewicza[10].